# ساحة الحكومة (تونس)
ساحة الحكومة هي ساحة تقع في مدينة تونس العتيقة في تونس العاصمة.

## الموقع الجغرافي
تقع الساحة في مدخل حي القصبة المعروف باسم حي الوزارات بسبب تواجد العديد من المباني الحكومية فيه.

ساحة الحكومة هي ساحة مستطيلة الشكل وتعتبر شبه مغلقة، حيث تحيط بها كل من وزارة المالية شمالا، ودار الباي (قصر الحكومة) جنوبا والكتابة العامة للحكومة شرقا.

من جهتها الغربية، فهي تفتح على ساحة القصبة التي بدورها تطل عليها وزارة الدفاع الوطني ووزارة الشؤون الدينية وقصر بلدية تونس.

## التاريخ
كانت ساحة الحكومة تسمى ساحة القصبة حتى افتتاح ساحة القصبة الحالية إثر الاستقلال.

الباب الوحيد لقصبة تونس كان يوجد في أقصى غرب هذه الساحة، وهو الذي أعطى اسمه لنهج القصبة الحالي.